# El congreso
"El congreso" es un cuento del escritor argentino Jorge Luis Borges. Fue publicado en 1971 en forma separada y luego recogido en El libro de arena, colección de cuentos y relatos publicada en 1975.
Se trata del tercer cuento de ese volumen y narra la historia de un utópico Congreso Universal pergeñado, en la ficción, por un hacendado uruguayo a fines del siglo XIX y principios del siglo XX.
Muchos críticos han visto en este relato un ensayo político, en el que se reflejaría el escepticismo de Borges en esa materia.

## Sinopsis
La historia del Congreso es relatada por Alejandro Ferri, ya anciano, quien en su juventud formó parte del grupo liderado por Alejandro Glencoe y que se propuso la tarea de erigir un Congreso que representara a la humanidad.
Alejandro Ferri, proveniente de Santa Fe, llega a Buenos Aires en 1899. En el momento del relato, se describe como profesor de inglés, de setenta y tantos años, afiliado a un club de ajedrez y al Partido Conservador, autor de un ensayo sobre el idioma analítico de John Wilkins. Ferri menciona al propio Borges de manera curiosa:
El nuevo Director de la Biblioteca, me dicen, es un literato que se ha consagrado al estudio de las lenguas antiguas, como si las actuales no fueran lo suficientemente rudimentarias, y a la exaltación demagógica de un Buenos Aires de cuchilleros.
Ferri se decide a relatar la historia del Congreso debido a la muerte del último de sus compañeros, Fermín Eguren, noticia que lo anima a romper el juramento de silencio que había realizado en el momento de su disolución, el 7 de febrero de 1904. Ferri era un periodista a quien un colega, José Fernández Irala, introduce en el grupo liderado por Glencoe.
Muchos dilemas debió afrontar el Congreso, el primero en torno a la representación:
Twirl, cuya inteligencia era lúcida, observó que el Congreso presuponía un problema de índole filosófica. Planear una asamblea que representara a todos los hombres era como fijar el número exacto de los arquetipos platónicos, enigma que ha atareado durante siglos la perplejidad de los pensadores. Sugirió que, sin ir más lejos, don Alejandro Glencoe podía representar a los hacendados, pero también a los orientales y también a los grandes precursores y también a los hombres de barba roja y a los que están sentados en un sillón. Nora Erjford era noruega. ¿Representaría a las secretarias, a las noruegas o simplemente a todas las mujeres hermosas?
El segundo dilema fue el de su biblioteca: ¿Qué libros serían imprescindibles para consulta del Congreso? Para decidirlo se nominó a dos de sus integrantes, quienes debían establecer una política al respecto.
El tercer dilema consistió en la selección del idioma que debían hablar los congresistas. A fin de estudiar el asunto, se comisionó a Fermín Eguren, un personaje disipado, y al propio Ferri, quienes viajaron a Londres en busca de información. Ferri se concentró en tres tipos de lenguas: las llamadas "lenguas artificiales" como el esperanto y el volapük, las lenguas clásicas como el latín y las lenguas formales como el idioma analítico de John Wilkins, al tiempo que vive una breve historia de amor que demora su regreso.
Mientras tanto Glencoe construye en sus campos de Uruguay la sede del Congreso, en medio de una llanura inhóspita y desierta.
A su vuelta, Ferri encuentra los trabajos interrumpidos y la bodega de Glencoe abarrotada de textos de todo tipo: se había decidido que todo libro encerraba algo de valor para el Congreso, por lo que se coleccionaba cualquier papel impreso, diarios, revistas, e incluso programas de teatro.
De manera inesperada, Glencoe decide disolver el Congreso y quemar todos los libros debido a que la vastedad de la tarea la hace imposible e inútil: "El Congreso del Mundo comenzó con el primer instante del mundo y proseguirá cuando seamos polvo".